# Филатов, Валерий Николаевич (тренер)
Вале́рий Никола́евич Фила́тов (18 декабря 1938, Воронеж — 17 января 2016, Самара) — советский тренер по плаванию, Заслуженный тренер СССР.

## Биография
Родился в Воронеже. С началом войны семья эвакуирована в Куйбышев.
С 1959 года — тренер по плаванию в гор. Куйбышев.
В 1967 году окончил Ленинградский государственный институт физкультуры и спорта им. П. Лесгафта.
С 1969 по 1976 и с 1984 по 1986 года — тренер сборной команды СССР по плаванию.
Лауреат всесоюзных и всероссийских конкурсов тренеров в 1975, 1976 и 1984 гг..
С 1979 по 1984 года старший тренер плавательного центра 16-СКА, затем старший тренер-преподаватель школы высшего спортивного мастерства N 4 (отд. плавания) и тренером СДЮСШОР № 8 гор. Самары.

## Достижения
- Заслуженный тренер РСФСР
- Заслуженный тренер СССР (1984)

воспитанники
- Потякин, Игорь Анатольевич